# Mont Buxton
Mont Buxton is een naar Thomas Fowell Buxton vernoemd administratief district van de Seychellen. Het heeft een oppervlakte van nauwelijks één vierkante kilometer waarmee het een van de kleinste districten is. Het bevindt zich in het noorden van het hoofdeiland Mahé van de Seychellen en is een van de slechts twee districten op dat eiland die geen kustlijn hebben. Bij de census van 2002 telde het district Mont Buxton 3107 bewoners.